# 茨城県道360号大和田羽生線

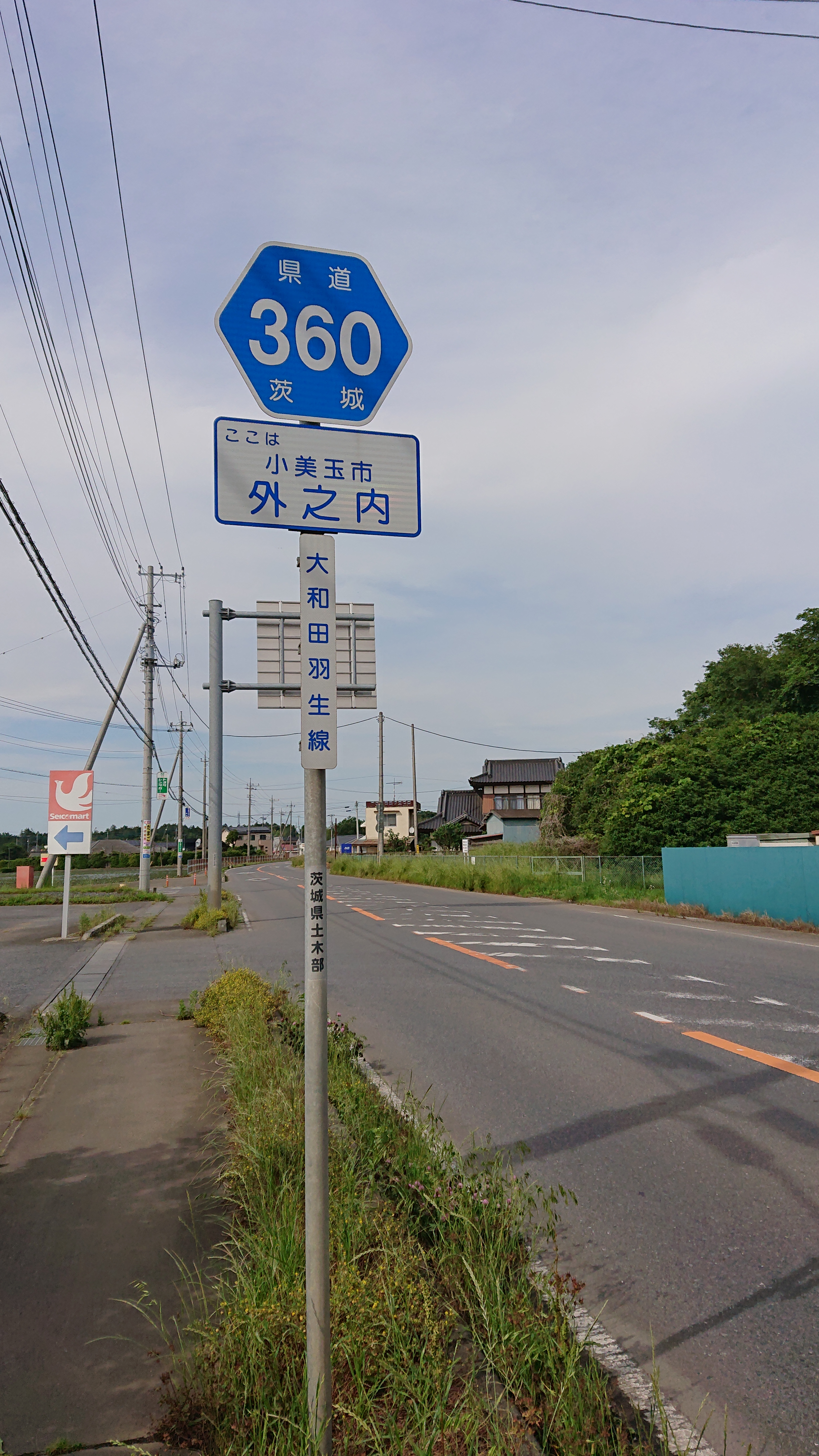
小美玉市外之内（2021年5月）

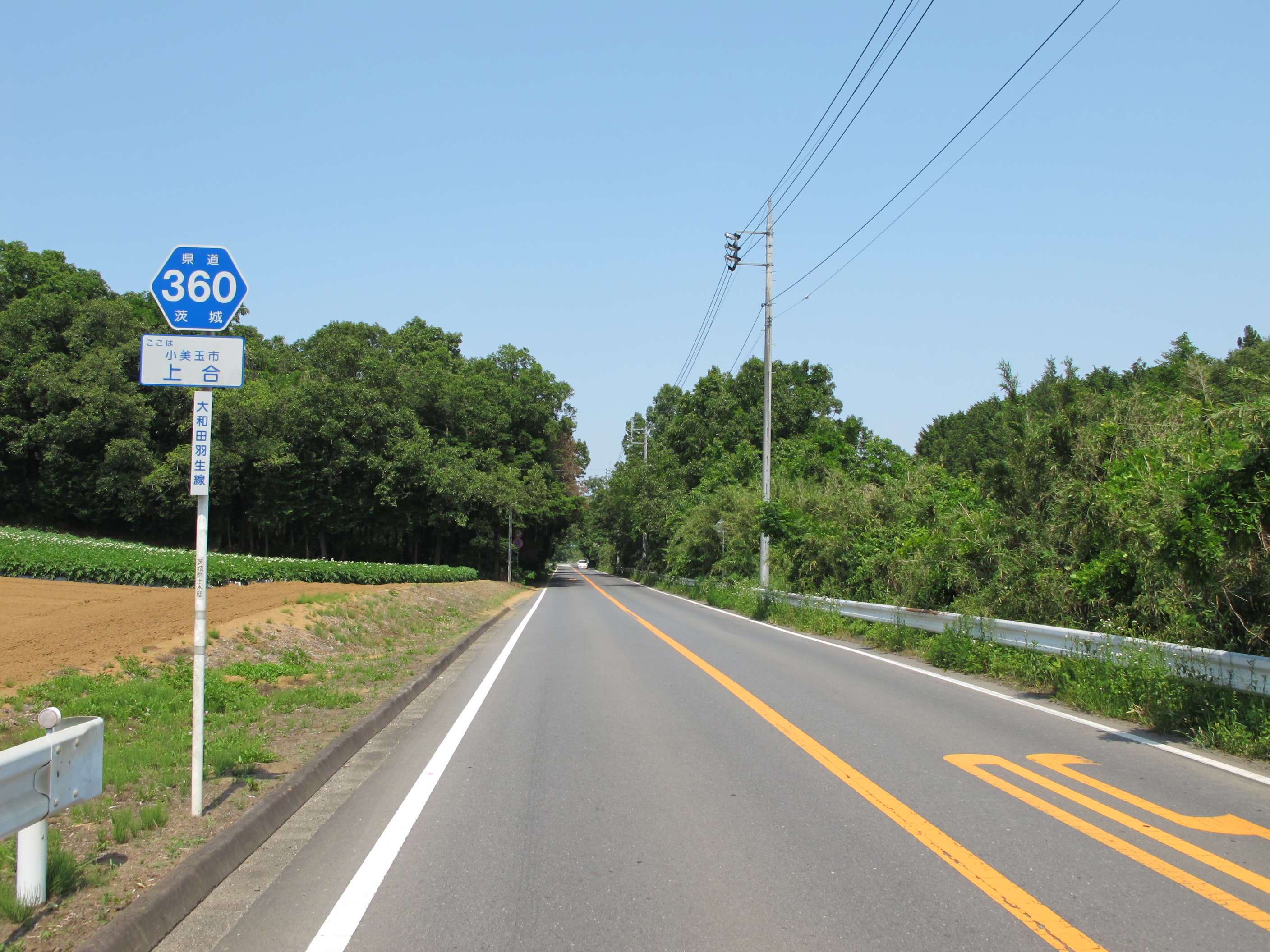
小美玉市上合（2014年5月）

茨城県道360号大和田羽生線（いばらきけんどう360ごう おおわだはにゅうせん）は、茨城県鉾田市大和田から行方市羽生に至る一般県道である。

## 概要
鉾田市大和田の菅野谷交差点から百里飛行場（茨城空港）の西側外周を回り、行方市羽生の国道355号交点まで南北に結ぶ、延長約11キロメートル (km) の一般県道である。
茨城空港へのアクセス路線の一つとして期待され、道路拡張等の整備が進められた。

### 路線データ
- 起点：鉾田市大和田586番1地先（茨城県道18号茨城鹿島線・茨城県道50号水戸神栖線交点）[1]
- 終点：行方市羽生字池下2418番1地先（国道355号交点）[2]
- 総延長：10.973 km[3]
- 重用延長：0.091 km[3]
- 未供用延長：なし[3]
- 実延長：10.882 km[3]
- 自動車交通不能区間延長[注釈 1]：なし[3]

## 歴史
前身にあたる茨城県道339号大和田桃浦停車場線が鹿島鉄道鉾田線の廃線により桃浦駅が廃止されたことにより、2008年（平成20年）4月17日に路線廃止となる。これに代わり、大和田桃浦停車場線の桃浦駅取り付け道路の区間を除いた主要区間にあたる、起点・鉾田市大和田の県道茨城鹿島線交点から終点・行方市羽生の国道355号交点とした区間を新たな県道路線とする茨城県道360号大和田羽生線が路線認定された。

### 年表
- 2008年（平成20年）4月17日
  - 大和田羽生線（整理番号360）が路線認定される[5]。
  - 前身にあたる大和田桃浦停車場線（整理番号339：鉾田市大和田 - 桃浦停車場）が路線廃止となる[4]。
- 2008年（平成20年）12月25日：鉾田市大和田から行方市羽生までの道路の区域（延長合計11.031 km）が決定する[1]。
- 2014年（平成26年）1月23日：行方市羽生地内の狭隘路の一部を2車線化道路改良供用開始[6]。
- 2016年（平成28年）12月15日：行方市羽生地内の道路改良により、終点・国道355号取付道路（約0.1 km）を供用開始[7]。
- 2017年（平成29年）3月23日：行方市羽生の終点・国道355号取り付け道路の旧道（95 m）が移管される[2]。

## 路線状況
対向2車線（片側1車線）に整備された道路で、鉾田市大和田地区の一部で狭隘な1.5車線幅の道路が残存する。2014年から2017年にかけて行方市羽生地区を中心に、線形改良および道路拡幅などの道路改良工事が行われている。道路の交通量は比較的少ないが、本路線の周辺に小学校・幼稚園があり、また茨城県の県南地域から霞ヶ浦大橋を渡り茨城空港へ向かうアクセス道路に位置づけられていることから、県では交通量の増加が見込まれる路線と予測している。
道路法の規定に基づき、以下の区間は緊急輸送道路として機能を維持するため、災害発生時の被害拡大防止を目的に道路用地内に新たな電柱を建てることが制限されている。
- 鉾田市大和田（菅野谷交差点） - 小美玉市与沢（茨城空港南交差点）[9]
- 小美玉市与沢（茨城空港南交差点） - 行方市羽生（国道355号交差）[10]

## 地理

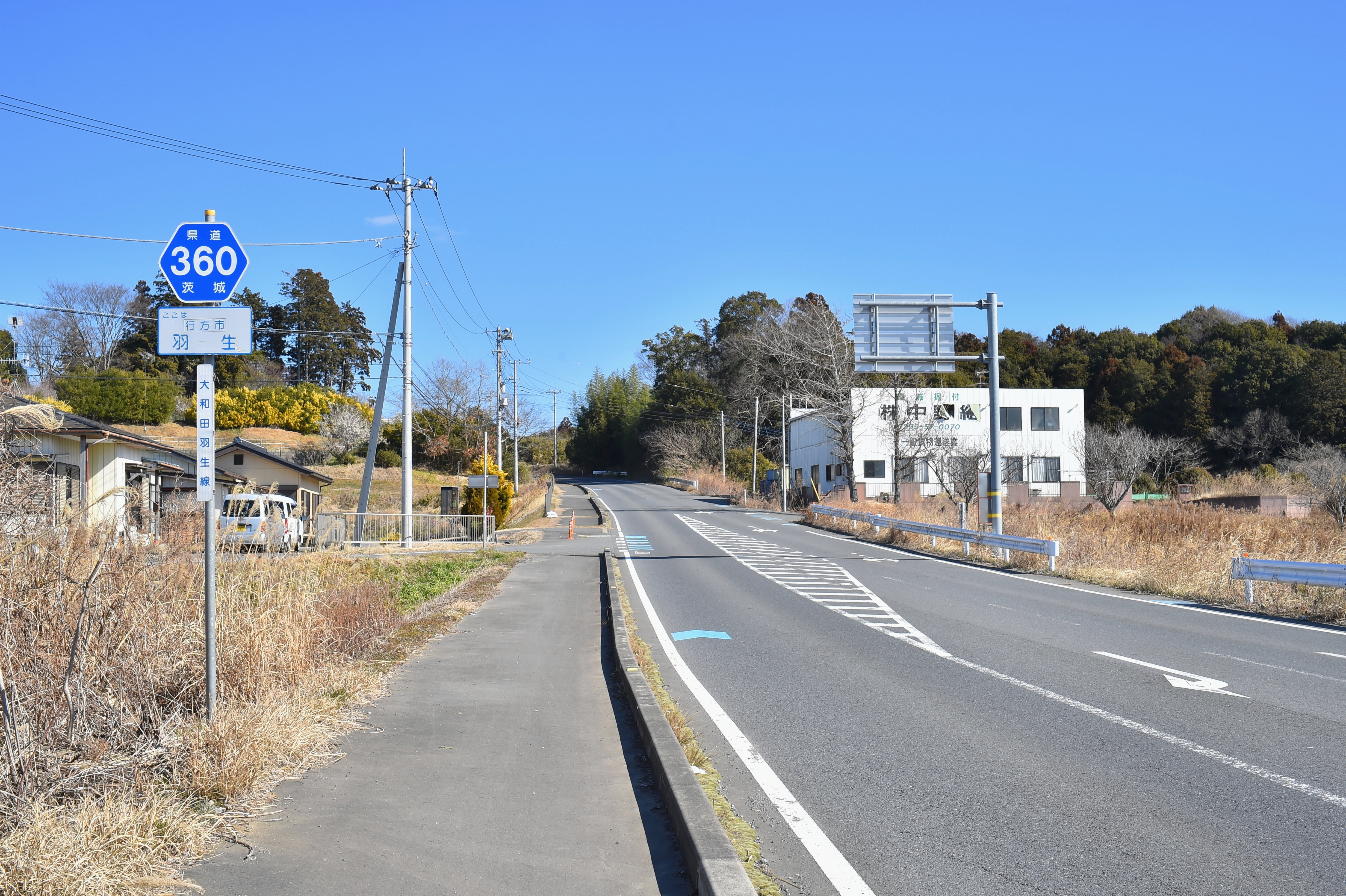
行方市羽生（2024年2月）

### 通過する自治体
- 茨城県
  - 鉾田市 - 小美玉市 - 行方市

### 交差する道路
- 茨城県道8号小川鉾田線
- 茨城県道359号茨城空港線

### 沿線
- 航空自衛隊百里飛行場（茨城空港）